# Борини позоришни дани
Борини позоришни дани је културна манифестација у Врању, посвећена Борисаву Станковићу, српском приповедачу, романсијеру и драматургу који је рођен у истоименом граду. Представља најстарији позоришни фестивал на југу Србије.
Традиционално се одржава од 1979. године у последњој недељи октобра у организацији Позоришта „Бора Станковић”. Ова манифестација се одржава сваке године у трајању од пет дана. Љубитељи позоришне уметности имају прилике да виде најбоље позоришне представе из протекле сезоне и оне које су премијерно приказане текуће године. На крају фестивала публика и стручни жири бирају најбољу представу за протеклу годину.